# Centrale nucléaire de Yangjiang
La centrale nucléaire de Yangjiang (chinois : 阳江核电站 ; pinyin : yángjiāng hédiànzhàn) est une centrale nucléaire chinoise, localisée à proximité de la ville-préfecture de Yangjiang dans la province du Guangdong en Chine.
Le propriétaire et exploitant de la centrale est l'entreprise chinoise Yangjiang Nuclear Power Company (co-entreprise détenue en majorité par la CGNPC).
Depuis juillet 2019, six réacteurs sont opérationnels. Ils sont de conception chinoise et appartiennent tous à la filière des réacteurs à eau pressurisée (REP). Les réacteurs no 1 à 4 sont des CPR-1000 de deuxième génération et développent 1 000 MWe chacun. Les réacteurs no 5 et 6 sont des ACPR-1000 de troisième génération et développent 1 000 MWe chacun. La puissance installée totale est de 6 000 MWe.

## Historique
Six réacteurs CPR-1000 devaient initialement être construis à la centrale nucléaire de Taishan. À la suite de la signature du contrat avec Areva pour la construction de deux EPR à Taishan, la construction des six CPR-1000 est alors déplacée sur le site de la centrale de Yangjiang,.
Avec 6 000 MWe net de puissance installée, la centrale de Yangjiang fait partie des dix premières centrales nucléaires de production d’électricité au niveau mondial[réf. souhaitée].

## Caractéristique des réacteurs
Les réacteurs no 1 à 4 sont des CPR-1000, des réacteurs à eau pressurisée de deuxième génération développés par CGNPC, et de 1 000 MWe chacun. Les réacteurs no 5 et 6 sont des ACPR-1000, des réacteurs à eau pressurisée de troisième génération, également développés par CGNPC et dérivé du CPR-1000. Ils développent 1 000 MWe chacun.

### Définition
Les caractéristiques des réacteurs sont données dans le tableau ci-après, les données sont principalement issues de la base de données PRIS (Power Reactor Information System) de l’Agence internationale de l'énergie atomique (AIEA).
Base de données établie par l'AIEA qui définit ainsi les termes :
- La puissance nette correspond à la puissance électrique délivrée sur le réseau et sert d'indicateur en termes de puissance installée,
- La puissance brute correspond à la puissance délivrée par l'alternateur (= puissance nette augmentée de la consommation interne de la centrale),
- La puissance thermique correspond, à la puissance délivrée par la chaudière nucléaire

Le début de construction correspond à la date de coulage des fondations du bâtiment réacteur. Une tranche (nom utilisé pour un réacteur complet) est considérée comme opérationnelle après son premier couplage au réseau. La mise en service commercial est le transfert contractuel de l’installation du constructeur vers le propriétaire ; en principe après réalisation des tests réglementaires et contractuels et après fonctionnement continu à 100 % pendant une durée définie au contrat de construction.
| Centrale - tranche | Modèle    | Puissance   | Puissance   | Puissance        | Exploitant                      | Début de construction | Raccordement au réseau | Mise en service commercial |
| Centrale - tranche | Modèle    | nette (MWe) | brute (MWe) | thermique (MWth) | Exploitant                      | Début de construction | Raccordement au réseau | Mise en service commercial |
| ------------------ | --------- | ----------- | ----------- | ---------------- | ------------------------------- | --------------------- | ---------------------- | -------------------------- |
| YANGJIANG-1        | CPR-1000  | 1 000       | 1 086       | 2 905            | Yangjiang Nuclear Power Company | 16 décembre 2008      | 31 décembre 2013       | 25 mars 2014               |
| YANGJIANG-2        | CPR-1000  | 1 000       | 1 086       | 2 905            | Yangjiang Nuclear Power Company | 4 juin 2009           | 10 mars 2015           | 5 juin 2015                |
| YANGJIANG-3        | CPR-1000  | 1 000       | 1 086       | 2 905            | Yangjiang Nuclear Power Company | 15 novembre 2010      | 18 octobre 2015        | 1er janvier 2016           |
| YANGJIANG-4        | CPR-1000  | 1 000       | 1 086       | 2 905            | Yangjiang Nuclear Power Company | 17 novembre 2012      | 8 janvier 2017         | 15 mars 2017               |
| YANGJIANG-5        | ACPR-1000 | 1 000       | 1 086       | 2 905            | Yangjiang Nuclear Power Company | 18 septembre 2013     | 23 mai 2018            | 12 juillet 2018            |
| YANGJIANG-6        | ACPR-1000 | 1 000       | 1 086       | 2 905            | Yangjiang Nuclear Power Company | 23 décembre 2013      | 29 juin 2019           | 24 juillet 2019            |